# Dimorphanthera wollastonii
Dimorphanthera wollastonii är en ljungväxtart som beskrevs av Herbert Fuller Wernham. Dimorphanthera wollastonii ingår i släktet Dimorphanthera och familjen ljungväxter. Inga underarter finns listade i Catalogue of Life.